# برادران مازراتی

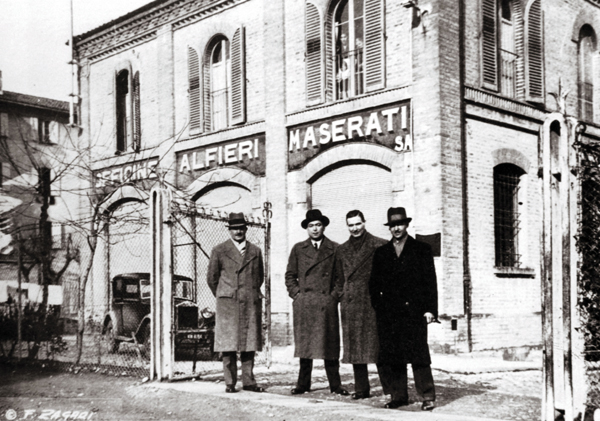
نگاره‌ای از برادران مازراتی در سال ۱۹۳۴

برادران مازراتی (به ایتالیایی: Maserati Brothers) کارلو، بیندو، آلفیری، اتوره و ارنستو پنج برادر ایتالیایی بودند، که در سال‌های نخست قرن بیستم، شرکت خودروسازی مازراتی را در شهر بولونیا تأسیس کردند. والدین آنها رودولفو مازراتی و کارولینا لوسی بودند و هر پنج برادر در شهر لمباردی، ایتالیا زاده شدند.

## اعضاء
رودولفو مازراتی ۷ پسر داشت، که پنج پسر وی به‌علت راه‌اندازی شرکت مازراتی، به برادران مازراتی مشهور شدند.
- کارلو مازراتی (۱۸۸۱–۱۹۱۰)
- بیندو مازراتی (۱۸۸۳–۱۹۸۰)
- آلفیری اول مازراتی (۱۸۸۵–۱۸۸۶)
- آلفیری دوم مازراتی (۱۸۸۷–۱۹۳۲)
- ماریو مازراتی (۱۸۹۰–۱۹۸۱)
- اتوره مازراتی (۱۸۹۴–۱۹۹۰)
- ارنستو مازراتی (۱۸۹۸–۱۹۷۵)

آلفیری اول، در سال ۱۸۸۵ زاده شد و در یک سالگی درگذشت، به همین دلیل برای یادبود وی، فرزند بعدی، آلفیری دوم نامیده شد، که به آلفیری مازراتی مشهور می‌باشد.